# The Survivors Live
The Survivors Live è un album dal vivo dei musicisti Johnny Cash, Carl Perkins e Jerry Lee Lewis, pubblicato nel 1982.

## Tracce
Side 1
1. Get Rhythm – 3:07 (Johnny Cash)
2. I Forgot to Remember to Forget – 2:44 (Charlie Feathers, Stan Kesler)
3. Goin' Down the Road Feelin' Bad – 2:59 (Traditional)
4. That Silver-Haired Daddy of Mine – 3:10 (Gene Autry, Jimmy Long)
5. Matchbox – 3:18 (Carl Perkins)
6. I'll Fly Away – 4:02 (Albert E. Brumley)

Side 2
1. Whole Lotta Shakin' Goin' On – 4:04 (Dave "Curly" Williams, Sunny David)
2. Rockin' My Life Away – 2:54 (Mack Vickery)
3. Blue Suede Shoes – 3:07 (Carl Perkins)
4. Peace in the Valley – 4:51 (Thomas A. Dorsey)
5. Will the Circle Be Unbroken – 4:36 (A.P. Carter)
6. I Saw the Light – 3:25 (Hank Williams)